# José Doggenweiler
José Doggenweiler Eisele (Corral, 1 de agosto de 1852 - Puerto Montt, 3 de abril de 1927) fue un contador y político chileno. 

## Biografía
Hijo de Matthias Doggenweiler y Agnes Eisele, ambos oriundos de Andelfingen-Württemberg, Alemania, donde se dedicaba su padre a la navegación y carpintería. Contrajo matrimonio en Chile, con Marie Trautmann Holtheuer, originaria de Silesia.
Estudió en el Seminario de Puerto Montt y en el Instituto Comercial de Valdivia —en la ciudad homónima—, donde egresó como Contador. Abrió entonces una oficina con sus hermanos, "Doggenweiler Hnos." una firma que gestionó con Fernando, Luis Sebastián y Carlos. 
Se dedicó también a la explotación de "El Indio", un yacimiento carbonífero. Fue socio del "Cordado" y de "Doggenweiler y Cía", la empresa que había instalado su padre en la zona de Puerto Varas.
Miembro del Partido Nacional. Fue Regidor del Cabildo de Puerto Montt (1891-1894) y Alcalde de la Municipalidad de Puerto Montt (1894-1897). 
Durante su primera administración se extendió la colonización de la zona de Frutillar y comenzó la instalación de las primeras vías férreas, para conectar la ciudad con Osorno.
Reelegido Alcalde de Puerto Montt (1900-1905). En este nuevo período, debió combatir la epidemia de viruela que asoló la ciudad. Declaró en cuarentena el Convictorio y se prohibió las visitas a las personas contagiadas.